# Xemeneia de l'antiga fàbrica CELO
La Xemeneia de l'antiga fàbrica CELO és una obra de Sant Adrià de Besòs (Barcelonès) protegida com a Bé Cultural d'Interès Local.

## Descripció
La base de la xemenia industrial de la fàbrica de la Companyia Espanyola per a la Fabricació Mecànica del Vidre S.A. (CELO) és de maó ceràmic vist, de forma prismàtica i de base quadrada, amb les quatre cares decorades amb arcuacions amb arquivoltes, està coronada per una cornisa de tres motllures escalonades. El carregament amb el fust és resolt mitjançant quatre cossos, un a cada cantonada, de forma piramidal format per maons ceràmics esglaonats. El fust és de totxo vist aplantillat de forma troncocònica i està rematat amb doble collarí entre el que hi ha un fris central decorat amb una sanefa de motius geomètrics en relleu. El collarí inferior està constituït per una motllura fina, mentre que el superior està format per doble cornisa motllura encavalcada. La construcció de les xemeneies era complicada i per això hi havia mestres d'obres especialitzats en aquesta qüestió. La funció d'aquesta era l'extracció de gasos i fums tòxics del procés de fabricació del vidre.

## Història
El conjunt industrial de la fàbrica CELO es va inaugurar l'any 1923 inicialment ocupava un espai rectangular de 30.000 m2 que posteriorment va ser ampliat al doble. L'emplaçament va ser triat tant per la proximitat amb la línia fèrria que permetia l'arribada de matèries primeres i la distribució dels seus productes, com per la proximitat a les centrals tèrmiques, fonamentals per a la provisió de l'energia necessària. La fàbrica produïa vidre pla pel procediment Libbey -Owens, el més innovador de l'època, que permetria l'obtenció de làmines de vidre pla d'alta qualitat, sense els defectes del vidre fabricat pels mètodes manuals tradicionals. En temps de la Guerra Civil (1936-39) la fàbrica feia material bèl·lic, bales de l'exèrcit de la segona república. El 1985 s'enderrocà el conjunt de la fàbrica deixant únicament la xemeneia i s'hi va instal·lar un centre comercial.